# Жидкое стекло
Жи́дкое стекло́ — водный щелочной раствор силикатов натрия Na2O(SiO2)n и (или) калия K2O(SiO2)n. Реже в качестве жидкого стекла используют силикаты лития, например в электродном покрытии.
Жидкое стекло также широко известно как силикатный клей (торговое название).

## История
Впервые жидкое стекло получил в 1818 году немецкий химик и минералог Иоганн Непомук фон Фукс  действием щелочей на кремниевую кислоту.
В настоящее время жидкое стекло получают обработкой в автоклаве кремнезёмсодержащего сырья концентрированными растворами едкого натра или сплавлением кварцевого песка с содой. Известны также способы получения жидкого стекла, основанные на прямом растворении кремнистого сырья (опоки, трепелы, диатомиты и другие) в растворах щелочей при атмосферном давлении и относительно невысокой температуре (температура кипения раствора щелочи).
Характеристикой химического состава жидкого стекла является силикатный модуль. Модуль показывает отношение содержащегося в жидком стекле оксида кремния к оксиду натрия или калия и характеризует выход кремнезёма в раствор. По величине силикатного модуля о качестве жидкого стекла не судят, но в некоторых технологических прописях присутствуют указания к использованию конкретного модуля, когда конечный продукт напрямую зависит от количественного соотношения данных оксидов.

## Свойства
Жидкое стекло растворимо в воде, вследствие гидролиза этот раствор имеет щелочную реакцию. В зависимости от концентрации водных растворов значение рН равно 10—13. Плотность и вязкость растворов жидкого стекла зависят от концентрации раствора, температуры и соотношения кремнекислоты к щелочи. Натриевое жидкое стекло (силикатная глыба) разжижается при температуре 590—670 °C. Отвердевшая плёнка жидкого стекла растворима в воде. Регидролиз снижается при реакции с ионами металлов (образуются нерастворимые силикаты), или при нейтрализации кислотой (образуется нерастворимый гель кремнекислоты). При химической реакции жидкого стекла с амфотерной металлической крошкой, базовыми оксидами металлов, алюминатами, цинкатами и плюмбатами образуются труднорастворимые силикаты в смеси с кремниевым гелем. Отвердевшая плёнка под воздействием влаги и углекислого газа воздуха теряет свои свойства и образуется белый осадок щелочного карбоната.
Растворы жидкого стекла несовместимы с органическими веществами (кроме сахара, алкоголя и мочевины), с жидкими искусственными смолистыми дисперсиями происходит коагуляция как органической коллоидной системы, так и силикатного раствора. Растворы спиртов, альдегидов, кетонов, аммиака и солевые растворы производят эффект «высаливания».

## Применение
Областей применения жидкого стекла очень много. Его, в частности, применяют для изготовления кислотоупорного и гидроупорного цемента и бетона, для пропитывания тканей, приготовления огнеупорных красок и покрытий по дереву (антипирены), укрепления слабых грунтов, в качестве клея для склеивания целлюлозных материалов, в производстве электродов, при очистке растительного и машинного масла и др.
В сочетании со спиртом и самым мелким песком используют для создания «керамических» или оболочковых форм, в которые после прокаливания до 1000 °C отливают металлические изделия.
Жидкое стекло используется в буровых растворах, образуя нерастворимые соединения (так называемая «силикатизация» поверхности).